# 草泽泻
草泽泻（学名：Alisma gramineum）是泽泻科泽泻属的植物。分布于非洲、北美、欧洲、亚洲、俄罗斯、蒙古以及中国的山西、宁夏、新疆、内蒙古、甘肃、辽宁、青海、吉林、黑龙江等地，生长于海拔1,000米至2,800米的地区，多生长在湖边、河湾浅水处、水边、浅水中、湖中、溪边或沼泽地，目前尚未由人工引种栽培。